# John B. Keane
Pour les articles homonymes, voir John Keane et Keane.
Œuvres principales
Sive, The Field
John Brendan Keane, né le 21 juillet 1928 et mort le 30 mai 2002 est un écrivain irlandais.

## Biographie
John B.Keane (John Brendan Keane) est né à Listowel dans le Comté de Kerry (Irlande). Après être parti travailler en Grande Bretagne entre 1951 et 1955, il revint à Listowel pour tenir un Pub. 
Il écrit alors des pièces de théâtre, des nouvelles et des romans. En 1959 sa pièce "SIVE" est remarquée, elle sera suivie en 1965 par un autre succès "The Field". Cette dernière pièce sera adaptée au cinéma en 1990 par Jim Sheridan. 
C'est principalement ce film,  the Field, qui a donné à John B.Keane une notoriété au-delà des pays anglophones.
Il a été un grand animateur de la vie littéraire Irlandaise. En 1991 il devint membre honorifique à vie du Royal Dublin Society. Il fut président de l'Irish Pen, membre de l'Aosdána et membre fondateur de l'Irish playwriter society. 
En 1970 il crée à Listowel la semaine des Ecrivains (Writers week), c'est un rendez-vous littéraire et populaire irlandais qui se déroule tous les ans fin Mai. 
Tout au long de son existence il revendique son appartenance au Fine Gael le parti politique héritier de Michael Collins.
Il décède d'un cancer en 2002.

## Œuvres

### Pièces
- Sive (1959)
- Sharon's Grave (1960)
- The Highest House on the Mountain (1961)
- No More in Dust (1961)
- Many Young Men of Twenty (1961)
- Hut 42 (1962)
- The Man from Clare (1962)
- The Year of the Hiker (1964)
- The Field (1965)
- Seven Irish Plays (1967)
- Big Maggie (1969)
- Faoiseamh (1970)
- Moll (1971)
- The Crazy Wall (1973)
- The Matchmaker (1975)
- The Good Thing (1976)
- The Buds of Ballybunion(1979)
- The Chastitute (1980)

### Romans
- The Bodhrán Makers (1986)
- Durango (1992)
- The Contractors (1993)
- A High Meadow
- Letters of a successful T.D

### Essais
- Love Bites
- Owl Sandwiches

## Source
- (en) Cet article est partiellement ou en totalité issu de l’article de Wikipédia en anglais intitulé « John B. Keane » (voir la liste des auteurs).